# Троицкая церковь (Гергети)
Троицкая церковь в Гергети (груз. გერგეტის წმინდა სამება, Гергетис Цминда Самеба) расположена на высоте 2 170 м у подножья Казбека вдоль Военно-Грузинской дороги в грузинской деревне Гергети на правом берегу Чхери (приток Терека), прямо над посёлком Степанцминда.
Построенная в XIV веке святыня является единственным крестово-купольным храмом в области Хеви. Подле храма сохранилась средневековая колокольня.
В советское время церковь была закрыта, ныне возвращена Грузинской православной церкви. Популярна среди туристов.

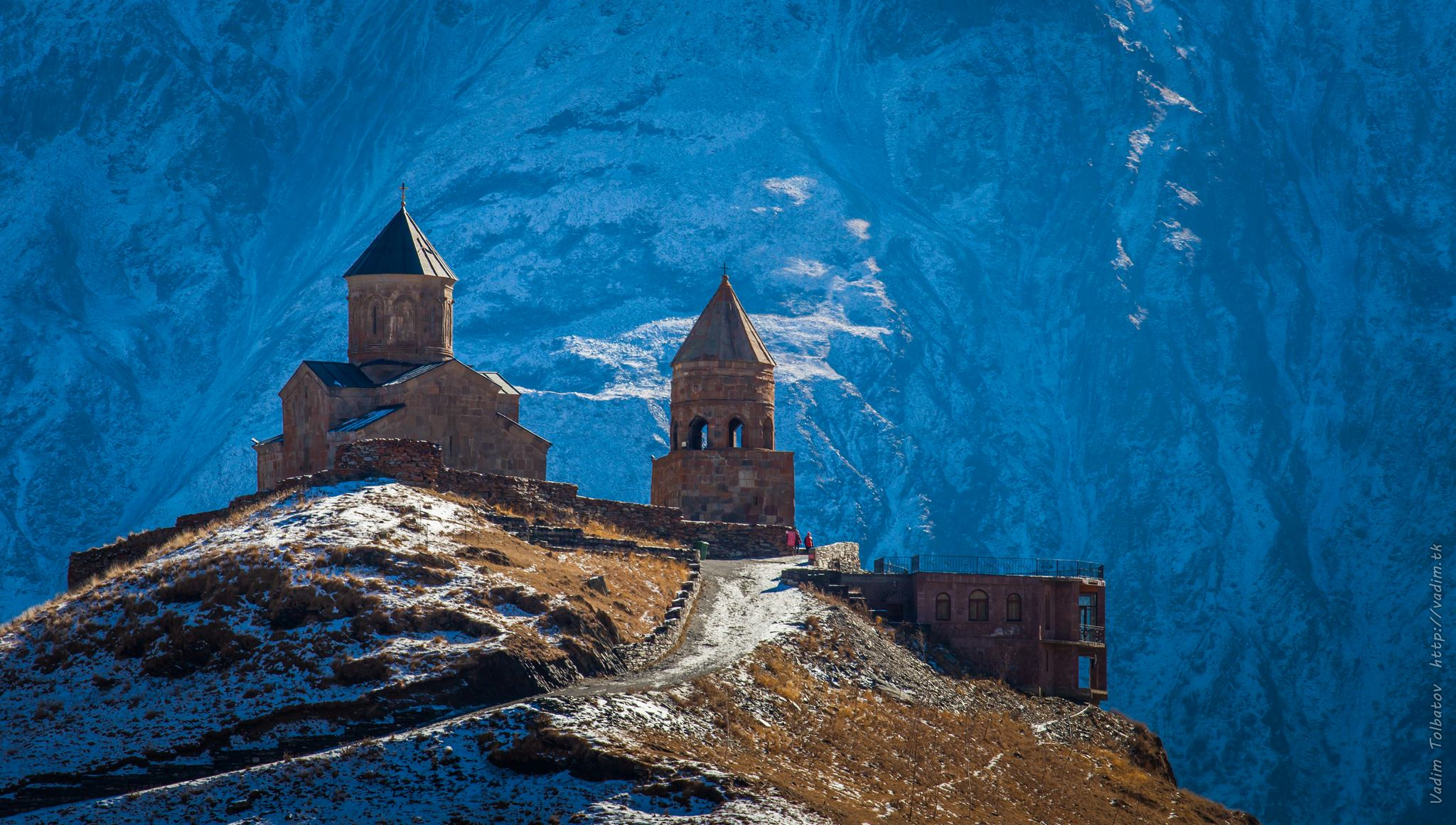
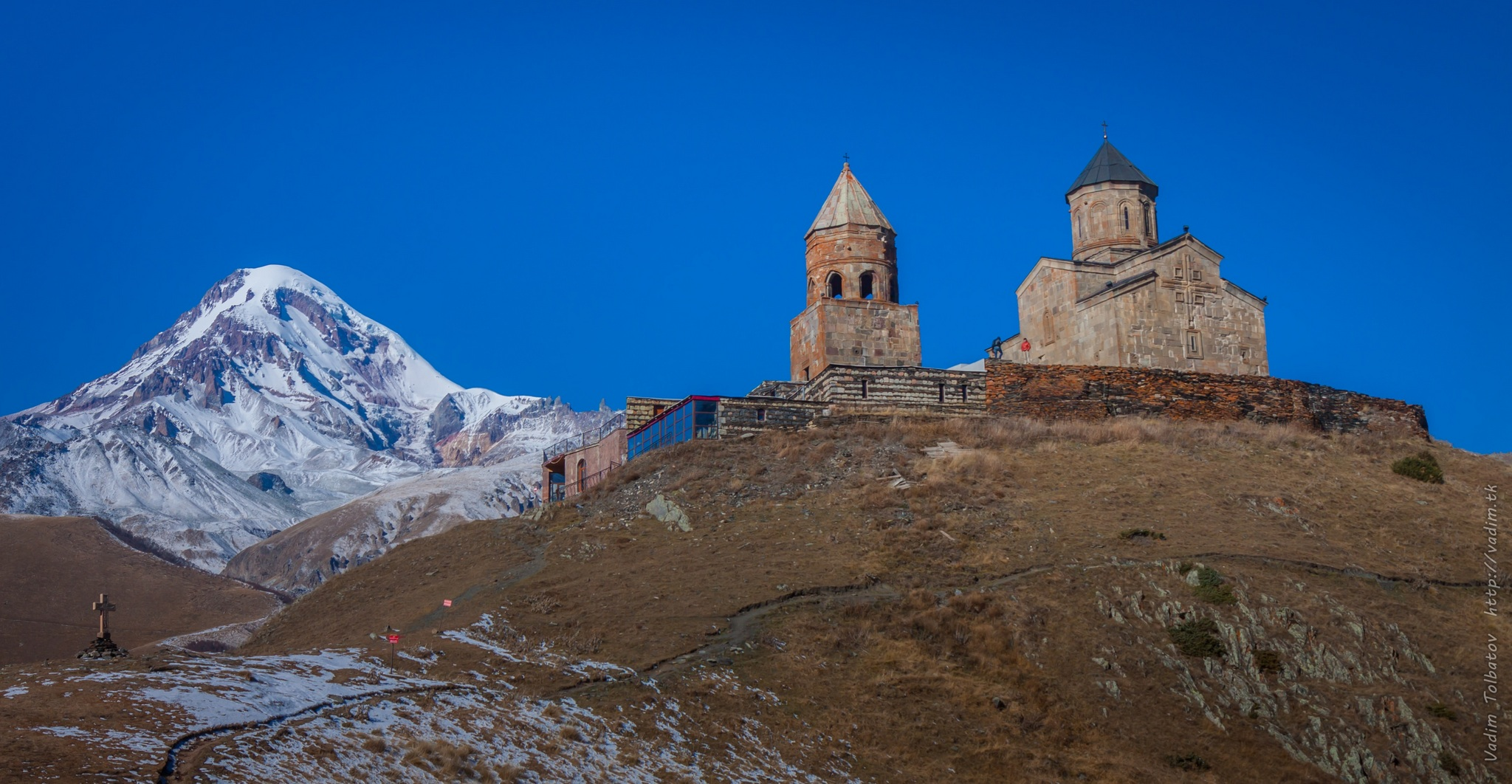
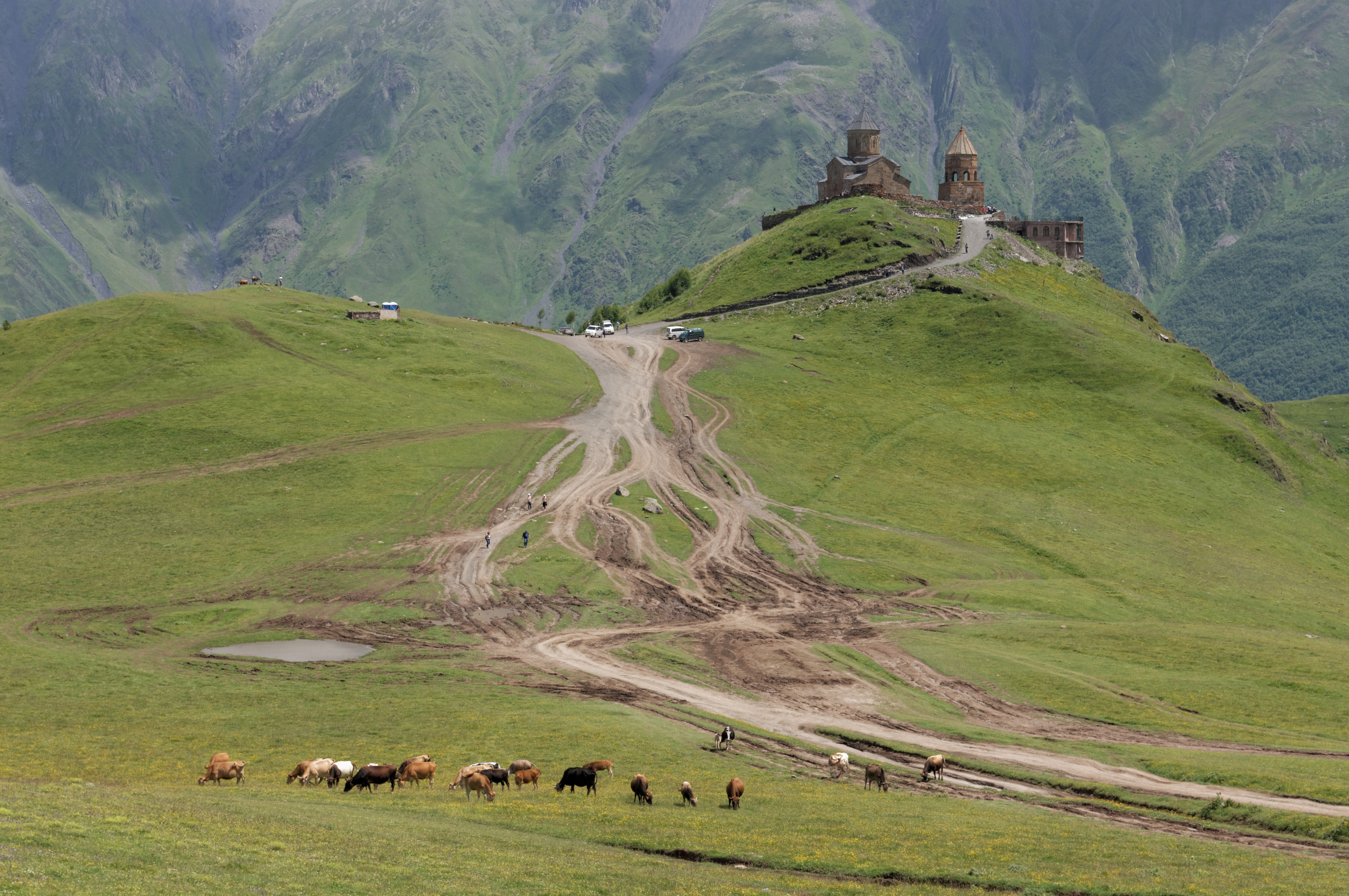
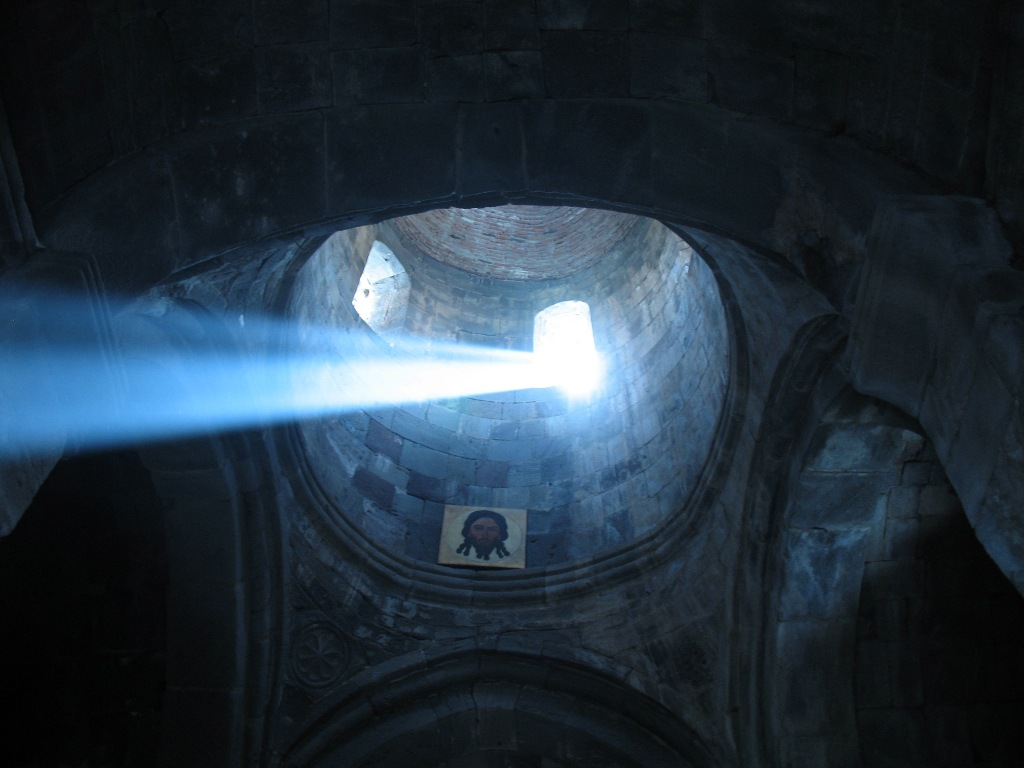
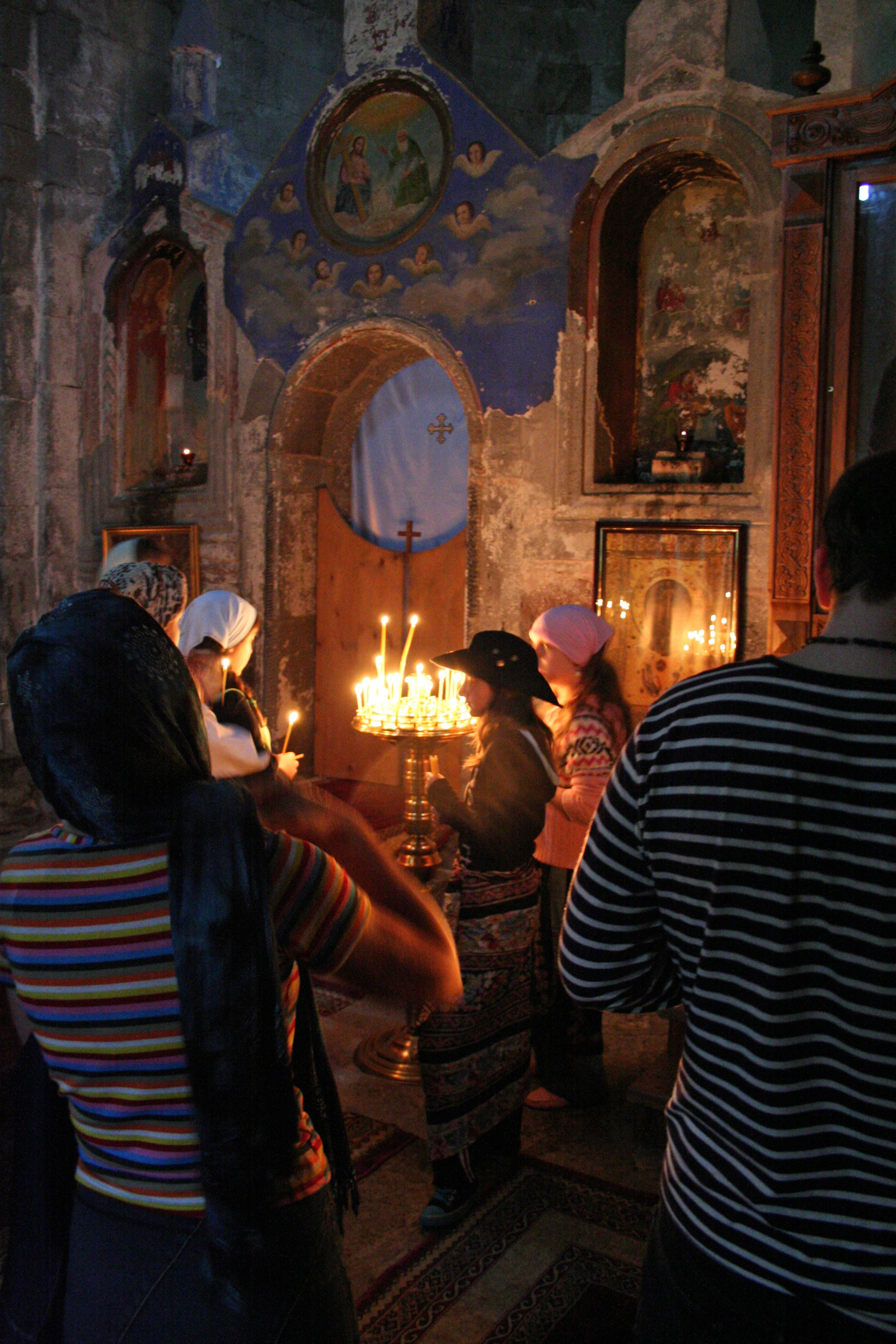